# Alois Hanslian

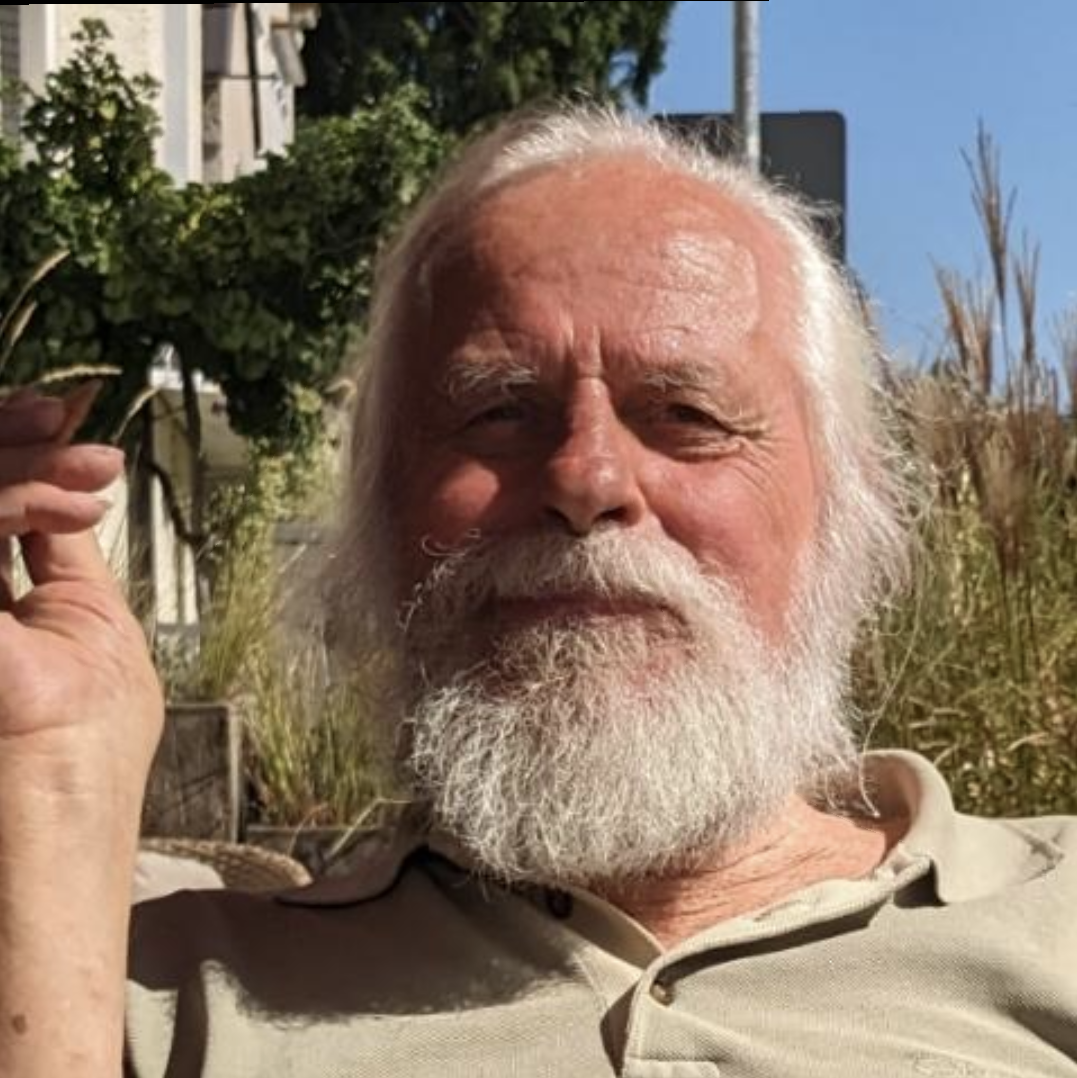
Alois Hanslian

Alois Hanslian (* 1943 in Ennigerloh) ist ein deutscher Maler und Illustrator zahlreicher Bücher.

## Leben
Nach einem Grafik- und Kunststudium übte er eine Tätigkeit als Art Director und Illustrator in Werbeagenturen im In- und Ausland aus. Zu seinen Arbeiten zählen freie Malerei für Galerien und Privataufträge ebenso wie Illustrationen für Buchverlage. Parallel dazu ist Hanslian tätig als Zeichenlehrer und Leiter von Kreativkursen.

## Werke
- Die Bachblüten-Devas, Alois Hanslian, Aquamarin-Verlag GmbH, ISBN 3-894-27034-9
- Mama, wo kommen die Kinder her? oder Die geheimnisvolle Reise des Engels Ananini, Petra Ostergaard & Alois Hanslian, Ostergaard, ISBN 3-000-00328-2
- Die Orchideenblüten-Devas, Alois Hanslian, Aquamarin-Verlag GmbH, ISBN 3-894-27060-8
- Engel-Tarot, Alois Hanslian, Aquamarin-Verlag GmbH, ISBN 3-922-93661-X
- I Ging-Orakel / Die Weisheit des Tao, Alois Hanslian & Maryam Yazdtschi, Aquamarin-Verlag GmbH, ISBN 3-894-27040-3
- Reiki. Universale Lebensenergie, Shalila Sharamon & Alois Hanslian, Synthesis Verlag, ISBN 978-3-922026-35-8
- Reiki: Universal Life Energy, Bodo J. Baginski, Shalila Sharamon, Alois Hanslian & Chris Baker, LifeRhythm, ISBN 978-0-940-79502-0
- The Encyclopedia of Tarot Volume IV Stuart Kaplan & Jean Huets, U.S. Games Systems, ISBN 1-572-81506-X